# Ad Visser (presentator)
Ad Visser (Amsterdam, 28 april 1947) is een Nederlandse radio- en televisiepresentator, artiest, auteur, singer-songwriter en kunstenaar.

## Blurp
In 1965 maakte Visser met zijn avant-garde poptrio Blurp opnamen voor de AVRO-televisie. Hij zong eigen Nederlandse teksten die door de AVRO-leiding te controversieel bevonden werden en het programma werd op het laatste moment niet uitgezonden. In 1967 bracht hij de single Iekk, I'm a freak uit (en Squafreckleman comes back op de B-kant) met de door hem als Adjéèf The Poet opgerichte avant-garde popformatie: Adjéèf the poet, his girl(s), his friend(s) & the rest of the world(s).
Van 1968 tot 1972 werkte Visser bij grammofoonplatenmaatschappij Polygram als manager van de Engelse record labels Island Records en Vertigo, het Amerikaanse Mercury en Nederlandse Philips label.
Hij studeerde marketing. Vanuit zijn motivatie en interesse in sociale marketing wordt hij naast zijn artistieke werkzaamheden van 1976 tot 1982 bestuurslid en campagneleider van SIRE: De Stichting Ideële Reclame.

## Presentator, artiest, auteur, singer-songwriter, kunstenaar
Zijn eerste radioshow Superclean Dreammachine bij de AVRO op de publieke popzender Hilversum 3 wordt een instant culthit. Als popdichter en radiodeejay sprekend met een magisch omfloerste stem presenteert hij ruim 10 jaar de nieuwste underground en progressieve pop en mixt die met eigen muziek en tekst tot een mozaïek van eigentijdse poëzie en mystiek (in de periode 15-04-1968 tot 29-09-1980).

## AVRO's Toppop
Van 22 september 1970 tot 27 mei 1985 presenteerde Visser op televisie wekelijks het populaire muziekprogramma Toppop voor de AVRO. Op 22 september 1970 startte de AVRO met het uitzenden van Toppop, het popprogramma waarvan Visser vijftien jaar presentator bleef. Ook was hij van 1967 tot en met 1983 op Hilversum 2 en Hilversum 3 te horen met de radioprogramma's SuperClean DreamMachine, Droomgeheimen, Kritiek op Kritiek, Toppop-Disco, De HitVisser, Vraag het Visser en De LP-top 50. In 1974 bedenkt en produceert hij het album Zing Je Moerstaal, waarvoor hij schrijvers en popartiesten uitnodigt en literatuur en pop samenbrengt in speciaal geschreven composities en dat ter gelegenheid van de Boekenweek 1974 op vinyl verschijnt.
In 1982 realiseert Visser zijn eerste multimediaproject: Sobriëtas, dat bestaat uit een door hem geschreven roman (uitgave Meulenhoff in de reeks M=SF) en gelijknamig album met synthesizermuziek (uitgave CBS). Het album werd in achttien landen uitgebracht. Van het album kwam in december 1982 de single Giddyap a gogo, waarvoor Visser door zanger Daniel Sahuleka werd gevraagd. Zo verscheen Visser zelf als artiest in Toppop. In Nederland behaalde hij een hitnotering in de destijds drie landelijke hitlijsten op de nationale publieke popzender Hilversum 3 (de Nederlandse Top 40, de Nationale Hitparade en de TROS Top 50). Hij scoorde een top vijf hit in Italië en speelde o.a. in de legendarische (Opera) Arena van Verona.

## Toppop Golden Years
Op 3 maart 2007 kwam Visser met een over-the-top komische versie van zichzelf terug met het programma 'Toppop The Golden Years'. Het programma kwam na een zomerstop terug op 7 september 2007.

## Singer-songwriter
Als singer-songwriter schrijft hij “De Parade Van De Hemelse Tragedie.” Een lied van 1050 verzen met een tijdsduur van 8 uur 39 minuten 39 seconden. Een gedicht over het zoeken van de mens naar geluk en greep op het leven. Het verschijnt eerst in boekvorm, daarna in 2016 met beeld en geluid als video-installatie. Hetzelfde jaar wordt het getoond en daarna aangekocht door het Groninger Museum voor moderne kunst. Museumdirecteur GM en kunsthistoricus Prof. Andreas Blühm: “De Parade is in tekst, song en beeld een geestverruimende en meeslepende ervaring. Ad Visser is al cultureel erfgoed – nu ook met museale zegen.” 

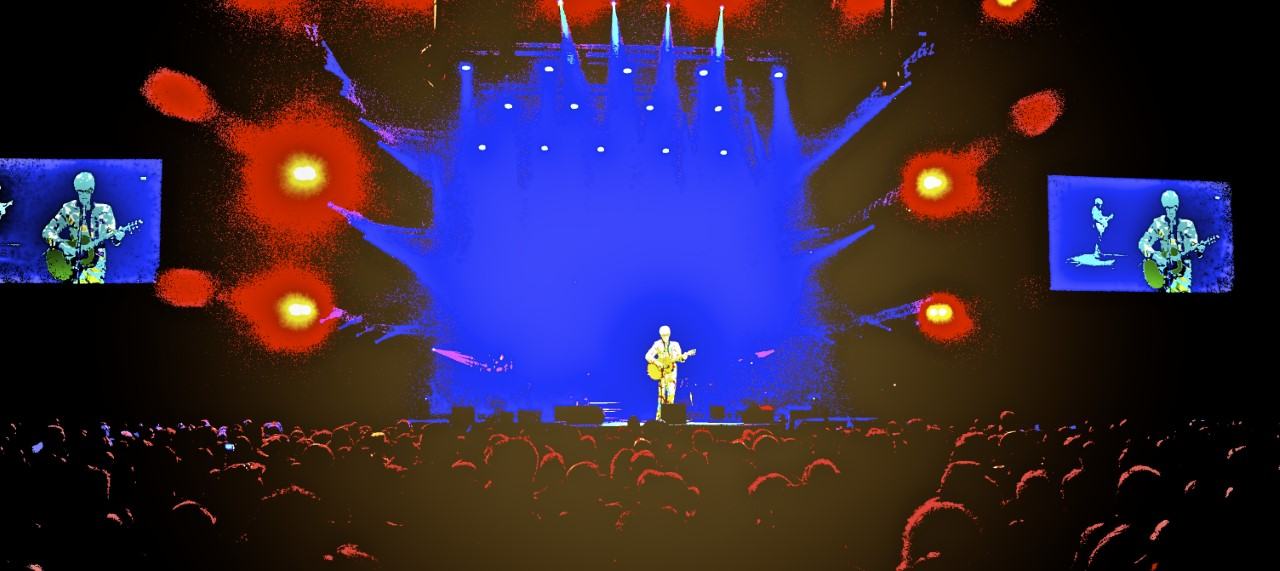
Ad in AFAS Live, foto: Mr. Instant Image Action

In 2003 presenteerde Visser zich op het “Gala Van De Dood” ter gelegenheid van de Boekenweek voor het eerst in zijn nieuwe gedaante als singer-songwriter. Datzelfde jaar volgt zijn CD album: “Heftige Verhalen Uit Een Overspannen Samenleving.” (BMG-SONY). Op “De Nacht van de Filosofie” (2004) bracht Visser al de allereerste strofen van de zich dan ontwikkelende Parade Van De Hemelse Tragedie als spoken word en song ten gehore.

## The Big Art Performances
- Van 1982 tot en met 2000 creëert Visser “The Big Art Performances”: 33 verschillende sensationele art performances waarin technologie een belangrijke rol speelt, die hij in heel Europa in series van gemiddeld 50 performances elk uitvoert. Zo maakt hij o.a. van een Boeing 747 een muziekinstrument, van een tram zijn “Contrambas”, van een BMW 850 onder de noemer “The Sensitive Car” een sensorisch gestuurd muziekinstrument en lanceert hij in 2001 met een serie sensitieve auto's: “The Car Philharmonic Orchestra”.
- In 1993 ontwikkelt hij de eerste van een serie Brainsessions performances en cd’s (met support van experts en hersenwetenschappers), muziek die rechtstreeks de hersenactiviteit beïnvloedt en de bewustzijnsstaat van de luisteraar verandert en verdiept.
- In 1999 volgt de cd The Kamasutra Experience, die de sex-ervaring van de luisteraar/beoefenaar wezenlijk kan verdiepen.

## Theater
- Hij maakte voor Nederland en België twee solo theater-series als singer-songwriter en storyteller: “Hitec-Heroes” en “Fuck the Seventies!” (3 jaar op tour).
- Daarna twee teamprogramma's: Songhunters (met JP den Tex en Jim de Groot) en Lulverhalen (een gezamenlijk project met stand-up comedians).
- Ook maakte Visser De Tirade Van De Dolle Hond – Part 1 t/m 4 – (4 jaar op tour met festival De Parade).
- In 2016-2019 Ad Visser & Rousseau (een singer-songwriter programma met Visser op zang & gitaar en Ralph Rousseau op viola da gamba).
- Van 25 augustus 2019 t/m 11 maart 2020 (start eerste Covid lockdown) deed hij The Bowie-Talks: een solo-theaterprogramma exclusief voor en in het DeLaMar Theater te Amsterdam (Grote zaal).

## Echte meisjes op zoek naar zichzelf en andere programma's
In maart 2012 ging de Nederlandse editie van het programma “Reality babes searching for Nirvana” als Echte meisjes op zoek naar zichzelf in première. Het was de opvolger van Echte meisjes in de jungle. Ad Visser, zelf ingevoerd in oosterse religie, presenteerde dit in Nepal opgenomen programma waarin de kandidaten op zoek gaan naar geestelijke verlichting.
In totaal presenteerde Ad vanaf 1970 tot heden nog tientallen andere tv-programma's zowel in Nederland als België, waaronder:
- "AD's MUSIC SPECIALS in beeld & geluid", waarin hij zijn eigen muziek performed.
- “Hi-Tec Classics” (AVRO-TV) – Ad met digi-gitaar in Aranjuez, Madrid en New York.
- “Live in St.Tropez” - Ad doet live zijn singer-songwriter songs in St.Tropez.

In september 2023 maakte Visser zijn terugkeer op televisie in het SBS6-programma Beter laat dan nooit, waarin hij samen met Frits Barend, Henny Huisman en Edwin Rutten onder leiding van presentatrice Estavana Polman op reis ging door Azië.

## Andere producties
Voor de sector Kunst van de AVRO bedacht, produceerde en presenteerde Visser “De Wereld Volgens.....” enkele televisieprogramma's rond Jeroen Krabbé, Ton van Duinhoven en Peter Faber. Daarnaast voert hij steeds vaker performances uit, waarin technologie een belangrijke rol speelt.
In 1992 bedacht en produceerde hij het cd album en tv-project "Natuurlijk Nederlands" waarop onder andere Freek de Jonge en Adèle Bloemendaal over de natuur zingen.

## Being Ad Visser (documentaire)
Na een serie voorstellingen in Arthouse bioscopen en filmhuizen wordt op 27 april 2022 de documentaire Being Ad Visser op de Nederlandse tv uitgezonden (AVROTROS - Close Up). De docu is gemaakt door Laurien Hugas en Peer Wijlaars en laat Visser zien als een vindingrijk kunstenaar die, door zijn nieuwsgierigheid en onstuitbare creativiteit, al zijn hele leven teksten schrijft en songs componeert.

## Discografie
- 1982 - SobrietaS synthesizer album plus bijbehorende roman, CBS records en Meulenhoff ISBN 90 290 2261 2
- 1987 - Hitec-Heroes  synthesizer album Vertigo-Universal 8308132
- 1988 - Hitec Classics Ad Visser & The Amsterdam Computer Ensemble synthesizer album Dino records
- 1989 - The Sound Of Blue - synthesizer album - Art & Science records
- 1990 - The Cry Of Blue - Art & Science records synthesizer album
- 1993 - Brainsessions 1 Arcade records
- 1995 - Brainsessions 2 Arcade records
- 1997 - Zap Culture Buddha synthesizer album 1997, Van-Virgin records 7243-844861298
- 1998 - Brainsessions 3 - The Special Session -1998 Art & Science
- 1999 - The Kama-Sutra Experience, 1999 Universal records
- 1999 – 2000 The Inner Journey series Part 1 to 16, 16 synthesizeralbums - Oreade records 56040 t/m 56056
- 2003 - Heftige verhalen uit een overspannen samenleving - singer-songwriter album 2003 BMG-Ariola records 828765678025
- 2016 - De Parade Van De Hemelse Tragedie song compleet 8 uur 39 min. 39 s. Singer-Songwriter recording, boek (The House of Books, ISBN 90 443 1292 8) en videoinstallatie Groninger Museum 2016
- 2016 - 7 scènes uit de hemelse tragedie - singer-songwriter album - zeven exclusieve speciale versies
- 2016 De Parade Van De Hemelse Tragedie limited Edition cd box plus het totale tekst boek (420 pagina's) Groninger Museum records 8711255552870
- 2022 MEEDOGENLOOS! (Casanova, Gainsbourg & Dali), Fi-Re Ar-T!, fi20222728

## Prijzen
- Buma Zilveren Harp – Voor zijn muziek: project 2 Levens (1980)
- Het Zilveren Oog – Voor zijn tv-presentatie (1980)
- DE GOUDEN COQ d'HONNEUR – voor zijn bijzondere live-evenementen (1981) (uitgereikt door Het Genootschap van de Reclame)
- Diverse GOUDEN PLATEN.

## Publicaties
- Ad Visser: Strange days. Muzikale avonturen in de 60's en 70's. Baarn, Marmer, 2015. ISBN 978-94-6068-215-5[5]
- Ad Visser: De parade van de hemelse tragedie. De langste song ter wereld. Vianen, The House of Books, 2005. ISBN 90-443-1292-8
- Ad Visser: Sobriëtas. Amsterdam, Meulenhoff, 1982. ISBN 90-290-2261-2  Duitse vert. door Hildegard Höhr (München, Heyne, 1989): ISBN 3-453-03480-5. U.S.A. en UK-vertaling: Donald Morton, 1986.
- Voorts schrijft hij 20 jaar muziek artikelen en columns in dag en weekbladen, magazins en specials, maar ook film en filmrecensies zijn een regelmatig onderwerp.

## Museum Art-Acts
- Museum Boijmans-van Beuningen – Rotterdam "The Paradise Machine". Hier presenteert Visser zijn kunstproject: "The Paradise Machine." Grote zaal performances met muurgrote tekeningen van Melanie (Visser) plus livemuziek van Ad Visser.

- Museum Kröller-Müller “Brainsessions for Creativity” (grote zaal performances) en “De Hemelse Tragedie” (kleine openlucht performances) Deze performances worden los van elkaar op meerdere data uitgevoerd.

- Museum Valkhof – Nijmegen "Les stars des beaux arts", Mega-song van Ad ter gelegenheid van tentoonstelling “Pop-art in Europa”: 100 unieke pop-art werken. Ad doet openings performance met deze speciaal door hem geschreven hallucinerende mega-song: "Les stars des beaux arts", een performance waar hij o.a een publiek van internationale pop-art kunstenaars en hun intimi zingend en spelend meeneemt in een caleidoscopische wereld waarin zij hun eigen 100 tentoongestelde werken zouden kunnen herkennen. Veel van de internationale Pop-Art kunstenaars zijn voor die gelegenheid overgevlogen.
- Museum moderne kunst– Kunsthal Rotterdam "The Art Of Sf - Part 1 & 2"
- Solo-Talks van en door Ad over de voortdurende menselijke zoektocht naar het onbekende.
- Stedelijk Museum – Amsterdam “The Pop-Art Talk” door Ad en uitgezonden door Avro-Tros.
- Joods Historisch Museum – Amsterdam “Echoes from the Future”, singer-songwriter performance van Ad.
- Het Amsterdam Museum – Amsterdam “ Echoes from Heaven”, singer-songwriter performance van Ad.
- Boerhave Museum – Leiden “Echoes from Beyond” Singer-songwriter performance van Ad in het unieke Anatomisch Theater uit 1610 waar ter lering de gestorvenen ter analyse werden geopend.
- Groninger Museum – Groningen. Diverse live-performances n.a.v. Bowie, Lazarus, De hemelse Tragedie samen met Rousseau en Ad samen met Freek de Jonge in Freek's project “Het Volle Leven”.
- Meer Museum Art-Acts in o.a. Breda, Tilburg, e.v.a.

## Stemacteur
Visser schrijft, produceert en spreekt alle stemmen in van de poppenseries voor tv De Briljantinoos en Guus & Truus.
In Cars, Cars 2 en in Cars 3 is Visser de stem van Fillmore. In de korte films van Cars doet Visser dezelfde stem. Ook in de videospellen Disney Infinity, Cars 2: The Game en Cars 3: The Game is Visser de stem van Fillmore.
In de animatiefilms Wreck-It Ralph & Ralph Breaks the Internet uit 2012 en 2018 doet Visser verschillende stemmen, waaronder meneer Litwak, de eigenaar van de arcade, en Tapper.

## Diversen
- 2016 – Visser staat drie avonden in de ArenA tijdens Toppers in concert 2016, omdat hij graag een paar avonden voor 70.000 mensen op zijn elektrische gitaar wil scheuren.
- 2016 – Visser speelt gierende rock op Mick Jaggers première party van Mick Rock's HBO-tv serie “Vinyl”, met tijdens Vissers act onverwacht wilde, ontklede dames op podium à la de 60's.
- 2016 – Visser & team (waarin ook zijn jarenlange beeldmaker Mr. Instant Image Action) speelt een 11 uur durende uitvoering op het “Noorderzon Festival of Performing Arts” van zijn “Hemelse Tragedie” in de Der Aa-kerk op de Grote Markt van Groningen. In deze speciale versie heeft hij extra “momenten” ingevlochten zoals een scene op het magistrale kerkorgel (door Joos van Leeuwen) die zich ontwikkelt tot een Spoken Word duet met Ad, tot een heftig elektrisch gitaarduet om 06.00 's morgens van David Hollestelle (Wild Romance) op zijn orange Gretsch met Ad op zijn orange Gibson.